# Покощівська (Олицька) волость
Покощівська (Олицька) волость — адміністративно-територіальна одиниця Дубенського повіту Волинської губернії з центром у селі Покощів. На межі ХІХ-ХХ ст. волосний центр було перенесено у містечко Олика і волость було перейменовано на Олицьку без змін меж.
Станом на 1886 рік складалася з 22 поселень, 7 сільських громад. Населення — 9692 особи (4738 чоловічої статі та 4854 — жіночої), 553 дворових господарства.
|                     | Площа, десятин | У тому числі орної, десятин |
| ------------------- | -------------- | --------------------------- |
| Сільських громад    | 9520           | 6642                        |
| Приватної власності | 8483           | 3784                        |
| Казенної власності  | 570            | —                           |
| Іншої власності     | 508            | 352                         |
| Загалом             | 19081          | 10778                       |

Основні поселення волості:
- Покощів — колишнє власницьке село при річці Вербівка за 46 верст від повітового міста, 565 осіб, 41 двір; волосне правління, православна церква, постоялий будинок. За 4 версти - залізнична станція Олика. За 19 верст - цегельний завод.
- Дерно — колишнє власницьке село при річці Вербівка, 470 осіб, 33 двори, православна церква, постоялий будинок.
- Дідичі — колишнє власницьке село, 600 осіб, 51 двір, православна церква, постоялий будинок.
- Дубище — колишнє державне село, 75 осіб, 13 дворів, винокурний завод.
- Жорнище (Силібер) — колишнє власницьке село при річці Осилище, 440 осіб, 47 дворів, православна церква, постоялий будинок.
- Метельне — колишнє власницьке село при річці Путилівка, 300 осіб, 46 дворів, православна церква, постоялий будинок, водяний млин, вітряк, винокурний завод.
- Олика — колишнє власницьке містечко, 1124 особи, 135 дворів, 2 православних церкви, костел, католицька каплиця, 6 єврейських молитовних будинків, ярмарок.
- Ромашківщизна  — колишнє державне село при річці Путилівка, 80 осіб, 15 дворів, православна церква.
- Турчин — колишнє державне та власницьке село, 65 осіб, 9 дворів, водяний млин, пивоварний завод.
- Хорлупи — колишнє власницьке село при річці Колонелька, 450 осіб, 49 дворів, православна церква, постоялий будинок, водяний млин.

## Під владою Польщі
18 березня 1921 року Західна Волинь відійшла до складу Польщі. Волость продовжувала існувати як ґміна Олика Луцького повіту Волинського воєводства в тих же межах, що й за Російської імперії та Української держави.
1 січня 1925 р. ґміну Олика вилучено з Дубенського повіту та приєднано до Луцького .
Польською окупаційною владою на території ґміни інтенсивно велася державна програма будівництва польських колоній і заселення поляками. На 1936 рік ґміна складалася з 29 громад:
1. Башлики — село: Башлики;
2. Хорлупи — село: Хорлупи та хутір: Хорлупи;
3. Хром'яків — село: Хром'яків;
4. Чемерин — село: Чемерин;
5. Дерно — село: Дерно та залізнична станція: Олика;
6. Дідичі — село: Дідичі;
7. Дубище — село: Дубище;
8. Ягелонів — селище: Ягелонів;
9. Юридика — колонія: Юридика;
10. Кадище — колонії: Кадище й Засцянкі, залізнична станція: Цумань та гаївка: Лисичин;
11. Личани — село: Личани;
12. Литва — село: Литва;
13. Метельне — село: Метельне та хутори: Метельне і Фердинандів;
14. Мощаниця — село: Мощаниця, колонія: Гребельки та лісничівка: Гребельки;
15. Носовичі — село: Носовичі, хутір: Носовичі та фільварок: Носовичі;
16. Одеради — село: Одеради;
17. Пальче — село: Пальче;
18. Пальче — колонія: Пальче;
19. Перетоки — колонія: Перетоки та лісничівка: Попики;
20. П'ястів — селище: П'ястів;
21. Покащів — село: Покащів та фільварок: Покащів;
22. Понятове — колонія: Понятове;
23. Ромашківка — село: Ромашківка та фільварок: Мочульці;
24. Селібери — село: Селібери;
25. Смяловиця — колонія: Смяловиця;
26. Станіславівка — село: Станіславівка та колонія: Копитів;
27. Ставок — село: Ставок;
28. Турчин — село: Турчин та фільварок: Турчин;
29. Жорнище — село: Жорнище та колонії: Калинівка і Одеради Пільні.

Після радянської анексії західноукраїнських земель ґміна ліквідована у зв'язку з утворенням Олицького району.